# 巴迪·霍利
巴迪·霍利（英语：Buddy Holly，1936年9月7日—1959年2月3日），本名查尔斯·哈丁·霍利（Charles Hardin Holley），是20世纪50年代与猫王同时代的美国摇滚歌手和作曲家。他出生在德克萨斯州的拉伯克市的一个爱好音乐的家庭，当时美国正处于大萧条时期。他和两个兄长学吉他和唱歌，其音乐风格深受福音音乐、乡村音乐和节奏布鲁斯的影响。自高中时代开始，霍利和朋友在拉伯克市表演，并于1952年首次在电视上露面。1953年，他和好友鲍勃·蒙哥马利组建了“巴迪&鲍勃二人组”。1955年，霍利为自己的偶像“猫王”埃尔维斯·普雷斯利做了三次开场演出，并在那一年立志以音乐为终身事业。“巴迪&鲍勃二人组”的音乐风格也从乡村音乐完全转变为摇滚乐。10月，霍利被来自纳什维尔的星探埃迪·克兰达尔发掘，后者为他签约了迪卡唱片公司。
霍利在迪卡唱片公司的录音由欧文·布拉德利灌制,但他不甘心受制于布拉德利，并且对录音不满意，于是他找到新墨西哥州克洛维斯县城的音乐制作人诺尔曼·佩蒂，录制了歌曲That'll be the Day的样本唱片。接着佩蒂成了该乐队的新经纪人，并将这个样本寄给不伦瑞克唱片公司，后者将这首歌作为”蟋蟀乐队”的单曲发行，
蟋蟀乐队也成了霍利的乐队新名字。1957年9月，“蟋蟀乐队”作巡回演出之际，《那將是今天》荣登美国“最畅销专辑”榜及英国单曲榜的榜首。随后乐队的另一首单曲《佩吉·苏》于10月发行，也大获成功。
专辑《蟋蟀唧唧叫》于1957年11月发行,当时在英国专辑排行榜排名第五。1958年1月，霍利第二次参加埃德·萨利文秀，不久到澳大利亚和英国做巡回演出。1959年伊始，霍利组建了一支新乐队，成员包括后来成为乡村音乐之星的威伦·詹宁斯  (贝司)和托米·阿尔萨普(吉他)，并在美国中西部地区做巡回演出。1959年2月3日, 在艾奥瓦州克利尔莱克演出完后，霍利租了一家小型飞机前往下一站——明尼苏达州的穆尔黑德，但飞机起飞后不久坠毁，机上3名乘客（霍利、里奇·瓦倫斯和大波普）连同飞行员罗杰·彼得逊全部丧生。后来歌手唐·麦克林在創作的《美國派》的歌詞中将这一悲剧称为“音樂死去的那一天”（The day the music died）。
在短暂的音乐生涯中，霍利的许多歌曲都由他亲自作曲和录制。他对后来的流行乐音乐家有着深远的影响，其中包括披头士乐队、滚石乐队、埃里克·克莱普顿、基斯·奥康纳·莫菲和艾尔顿·约翰。1986年，霍利成为第一批入选摇滚名人堂的艺术家之一，滚石杂志将霍利列为“100位最伟大艺术家”第13名。

## 生平

### 早年生活（1936-1955）
查尔斯·哈丁·霍利于1936年9月7日下午3时30分出生在德克萨斯州的拉伯克市，是家里最小的孩子，有两个哥哥——拉里和特拉维斯——和一个姐姐派翠西亚。童年时代的霍利诨名便是“巴迪”。当时美国经历着大萧条，霍利一家经常搬家，但都在拉伯克市；父亲劳伦斯·欧戴尔·霍利也更换了几次工作。他们是浸信会礼拜堂成员。
霍利一家都对音乐有浓厚的兴趣。除了父亲劳伦斯外，其他成员都会唱歌或弹奏乐器。霍利的两个哥哥常在当地的达人秀表演。有一次霍利加入他们拉小提琴，但由于他不会拉，拉里便将琴弦粘起来，使琴拉不出声音。兄弟三人赢了比赛。二战爆发后，拉里和特拉维斯参军服役，战后，拉里带回来一把吉他。霍利11岁时开始上钢琴课，但只上了9个月便放弃，改学吉他。起初他的父母给他买了一把夏威夷吉他，但他坚持要和哥哥一样的吉他。最后他如愿以偿，特拉维斯成了他的吉他老师。
童年时代的霍利深受汉克·威廉姆斯、吉米·罗杰斯、汉克·斯诺和“卡特家族”组合的影响。初中时霍利结识了鲍勃·蒙哥马利，两人经常在一起练弹吉他和唱歌。他们也听电台里的乡村音乐节目。与此同时，霍利也和其他高中校友一起演奏，其中包括桑尼·柯蒂斯和杰利·埃里森。1952年，霍利和杰克·尼尔(Jack Neal)组成二人唱参加当地电视节目的才艺竞赛。尼尔退出后由蒙哥马利接替，两人组成“巴迪&鲍勃二人组”，1953年开始在KDAV电台的“周日派对”节目上表演，也在拉伯克作现场演出。彼时霍利也深受那些深夜播放蓝调和節奏藍調(R&B)的电台节目的影响。若当地转播时间停止，霍利会和柯蒂斯一起在车上收听只有在晚上才能收听到的外地电台。此后，霍利将自己的早期乡村音乐风格同節奏藍調结合起来。
1955年，霍利自高中毕业，决定以音乐为毕生的事业。他在拉伯克看“猫王”埃尔维斯·普雷斯利现场表演后，更坚定了这一信念。那年，他为“猫王”做了三次开场演出。他的乐队也加入了低音大提琴手拉里·威尔伯恩（Larry Welborne）和鼓手杰利·埃里森，音乐风格也完全变成了摇滚。10月，KDAV电台的帕比·戴夫·斯通(Pappy Dave Stone)订下了“比尔·哈利和他的彗星乐队”，并让霍利做开场演出。霍利的表演给来自纳什维尔的星探埃迪·克莱代尔留下了深刻的印象，他说服了大奥普里的经理吉姆·邓尼(Jim Denny)帮霍利寻找一家唱片公司签约。斯通将霍利的演唱样带寄给邓尼，邓尼又将它转交给唱片制作人保罗·科恩。科恩于1956年2月，将“巴迪&鲍勃二人组”签约给迪卡唱片公司。由于迪卡将霍利的姓误拼成了Holly(正确拼法是Holley),从此他以“巴迪·霍利(Buddy Holly)”之名进行音乐生涯。
1956年1月26日，霍利进行了第一次正式录音，由欧文·布莱德利录制。之后他又在纳什维尔录制了两次录音，但是他对自己无法掌控自己的创意发挥感到恼火。1956年4月，迪卡发行了单曲《Blue Days, Black Nights》,B面歌曲为《Love Me》。邓尼还请霍利做巡回演出，作为法伦·扬的开场秀。当时他们被称作“巴迪·霍利和双音调”（Buddy Holly and the Two Tones）,迪卡后来将其改为“巴迪·霍利和三音调”（Buddy Holly and the Three Tones）。随后迪卡发行了霍利的第二张单曲《Modern Don Juan》,B面为《You Are My One Desire》,但都不太成功。1957年1月22日，迪卡告知霍利不可续约，还坚持声明在之后的五年里，霍利不可以为其他任何公司录制相同的歌。

### 蟋蟀乐队时期 (1956–1957)

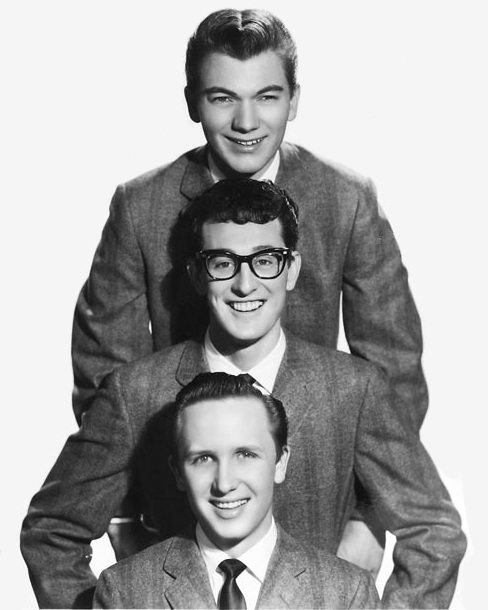
1957年的蟋蟀乐队 (从上至下: 杰利·埃里森, 巴迪·霍利和乔·莫尔丁)

霍利对自己在迪卡唱片公司的时光很不满意。他听了巴迪·诺克斯的单曲《派对娃娃》(Party Doll)和吉米·伯温的《我将与你不离不弃》(I'm Stickin' with You)后备受鼓舞，决定去拜访录制并推行这两首歌的诺尔曼·佩蒂。他和吉米·埃里森、弹低音提琴的乔·莫尔丁和弹节奏吉他的尼基·沙利文，来到了佩蒂位于新墨西哥州克洛维斯县城的录音室，录下了《That'll Be the Day》的试样录音。乐队先前在纳什维尔也录过这首歌，不同的是这次霍利担任了主吉他手，他对此次录音很满意。于是佩蒂成了霍利的经纪人，并将录音寄到了位于纽约城的不伦瑞克唱片公司。由于当时霍利尚未同迪卡唱片公司解除合约，因此还不能以他的名字发布歌曲，遂改用乐队的名字发布。埃里森提出以“蟋蟀”（cricket）作为乐队的名字。同时不伦瑞克唱片公司给了获利一项发行《That'll Be the Day》基本合约，允许霍利对之后发行的歌曲能够自主掌控才艺的发挥和财政收入。不伦瑞克唱片公司听了试样录音后称赞不已，没有对此录制新版本而直接发行了。录音B面歌曲《I'm Looking for Someone to Love》标明属于“蟋蟀乐队”（The Crickets）。后来霍利和佩蒂了解到不伦瑞克是迪卡的子公司。“蟋蟀乐队”的专辑归于不伦瑞克唱片公司名下，而霍利自己的专辑则由迪卡的另一家子公司——珊瑚唱片公司发行。于是霍利同时拥有了不伦瑞克和珊瑚两家公司的合同。
歌曲《That'll Be the Day》于1957年5月27日发行。佩蒂让“蟋蟀乐队”同艾尔文·菲尔德参加巡演。菲尔德在《That'll Be the Day》登上摇滚音乐榜时注意到了这个乐队。他预约了 “蟋蟀乐队”去华盛顿、巴尔的摩和纽约亮相。8月16日至22日，乐队到纽约的阿波罗剧院演出。起初，观众对该乐队提不起兴趣，但渐渐地观众终于开始接受他们。彼时，《That'll Be the Day》也不断出现在各大音乐榜上。由于这首单曲的巨大成功，佩蒂也开始着手准备两张新专辑——一张霍利的独唱专辑和一张“蟋蟀乐队”专辑。26日，霍利在美国广播电视公司的由迪克·克拉克主持的《美国舞台》中亮相。离开纽约前，霍利与“埃弗里兄弟”(The Everly Brothers)结为好友。
9月23日，《That'll be the Day》在美国“最畅销歌曲榜”夺得头魁，11月在英国单曲榜连续三周都保持第一名。9月20日，珊瑚唱片公司发行了《Peggy Sue》,B面为《Everyday》(霍利被标记为表演者)。到了10月，《Peggy Sue》在Billboard流行音乐榜排名第三，在节奏布鲁斯音乐榜则排名第二，而在英国单曲榜上，该曲得到了第六名的成绩。随着这首歌的不断成功，霍利亦收到愈来愈多的关注，当时他的乐队被称作“巴迪·霍利和蟋蟀乐队”(Buddy Holly and the Crickets)。
在那年9月的最后一周，蟋蟀乐队成员飞回拉伯克与家人团聚。霍利的前女友爱珂·麦奎尔(Echo McGuire) 已和他分手。除此之外，获利也曾和当地的一位名叫朱恩·克拉克(June Clark)交往过一段时间，但最终依然分手。随后他意识到自己和爱珂的关系有着重要的意义。与此同时，佩蒂在俄克拉何马城同自己的乐队演出，并安排了一次录音。“蟋蟀乐队”乘车到达时，佩蒂临时搭了一间录音室。乐队在那里录制完单曲和专辑剩余的歌曲，佩蒂回到克洛维斯县城进行混音。新专辑《The "Chirping" Crickets》于1957年11月27日发行，并在英国专辑榜排名第五。10月，不伦瑞克唱片公司发行了“蟋蟀乐队”第二首单曲《Oh, Boy!》,B面为《Not Fade Away》。《Oh, Boy!》在流行音乐榜和节奏布鲁斯音乐榜分别为第十和十三名。 12月，霍利和“蟋蟀乐队”首次登上“埃德·沙利文秀”，演唱了《That'll Be the Day》和《Peggy Sue》。后来，尼基·沙利文因为不愿忍受长期巡演而退出了乐队。12月29日，剩余成员在“亚瑟·莫里派对秀”(The Arthur Murray Party)上再度献唱《Peggy Sue》。

### 出国巡演 (1958)
1958年1月，“蟋蟀乐队”加入“全美最强青少年歌星”(America's Greatest Teenage Recording Stars)巡回演出。 25日，霍利录制了歌曲《Rave on! 》,次日他第二回登上“埃德·沙利文秀”，演唱《Oh,Boy!》。27日，他到夏威夷的檀香山演出，随后到澳大利亚进行为期一周的巡演。2月，“蟋蟀乐队”在英国待了25天，进行了50场演出。霍利的同名独唱专辑《Buddy Holly》也在这一个月发行。4月，迪卡发行了专辑《That'll Be the Day》，当中收录了霍利早年同布拉德利在纳什维尔录制的歌曲。
5月，霍利在克洛维斯安排了新的专辑录制。他请了汤米·阿尔萨普
当主吉他手。他们一起录制了两首歌曲——It's So Easy和Heartbeat。霍利欣赏阿尔萨普的吉他演技，邀请他加入“蟋蟀乐队”。6月，霍利独自到纽约录制独唱歌曲。他请了一个爵士乐与节奏布鲁斯乐队伴奏，录制了《Now We're One》，还翻唱了鲍比·达林的《Early in the Morning》。
在纽约逗留期间，霍利和玛丽亚·爱莲娜·圣地亚哥相识。就在第一次约会时，霍利向玛利亚求婚。两人于那年8月15日在霍利的故乡拉伯克市结婚。佩蒂对这桩婚姻持反对态度，他建议霍利不要将结婚的事实公之于众，以免让女粉丝伤心。佩蒂的态度使得他和活力之间开始出现摩擦，霍利也开始质疑佩蒂以往的经纪行动。其他“蟋蟀乐队”为佩蒂掌控了乐队所有的收益非常不满，也和佩蒂起了冲突。
霍利和妻子玛丽亚经常去纽约的许多音乐场所。玛丽亚后来也提及霍利很热衷于学习指弹式弗拉门戈吉他，他也经常去她姨妈家弹钢琴。霍利还计划把摇滚乐与灵魂歌手结合起来，希望能和雷·查尔斯与玛哈丽娅·杰克逊合作一张专辑。他甚至想参加电影拍摄，为此还特意去上表演课。
霍利做巡回演出时，玛丽亚也随行。为了不让他人看出他们已结婚的事实，玛丽亚以“蟋蟀乐队”秘书的身份掩饰。她负责乐队的服装和乐器的打理，亦亲自管理乐队的收入，而不像以往那样转交给在新墨西哥州的佩蒂。玛丽亚还与她的姨妈让霍利相信，佩蒂正在把乐队在珊瑚-不伦瑞克唱片公司的版权转到其公司账户里。霍利因此计划要回版权并不再让佩蒂担任他的经纪人和录制人。在埃弗里兄弟的引荐下，霍利雇了律师就版权问题找佩蒂谈判。佩蒂无法支付霍利的薪水，所有问题一触即发。当时霍利在纽约的推广人曼尼·格林菲尔德帮助他弄回大部分收入。格林菲尔德曾为霍利之前的巡演预定过演出，两人还口头协议，格林菲尔德可以得到预定收入的5%。后来，格林菲尔德认为自己也承担霍利经纪人的角色，应得到更高的薪酬，但霍利拒绝了他的要求，于是他起诉霍利。按照纽约的法律，霍利的音乐版权是在纽约产生的，不受其他州法律约束。款项被冻结至纷争结束。当时的佩蒂也无法将薪酬完全转给霍利，霍利认为佩蒂要为他失去的收入负责任。
9月，霍利回到克洛维斯县城录制新歌。期间，他做了一个冒险的决定，让电台主持人威伦·詹宁斯录制歌曲。他为詹宁斯录制了单曲《Jole Blon》和《When Sin Stops (Love Begins)》。霍利对纽约的音乐、录音和出版越来越有兴趣，于是他和妻子玛丽亚在格林尼治村的第五大道11号定居下来，录下了一系列原声歌曲，这其中包括《Crying, Waiting, Hoping》和《What to do》 人们偶尔认为霍利录制这些歌曲的灵感源于他和麦圭尔关系的破裂。 10月，霍利为珊瑚唱片公司录制新歌。在长达三个半小时里，霍利演唱了《It Doesn't Matter Anymore》、《Raining in My Heart》、《Moondreams》和《True Love Ways》。
1958年12月，霍利终结了他和佩蒂的合作关系。由于乐队其他成员仍然让佩蒂当经纪人，佩蒂也依然持有版税，因此霍利离开“蟋蟀乐队”，不得不另组乐队，重新做巡回演出。

### 不幸遇难 (1959)

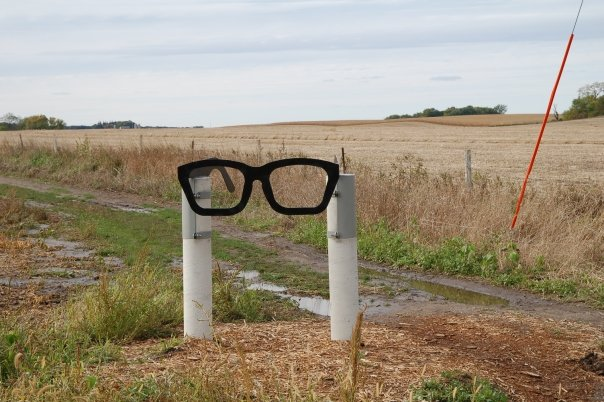
霍利坠机身亡之地

1958年12月，霍利携妻回拉伯克度假，并参观了詹尼斯的电台。为了准备冬季舞会派对巡演(Winter Dance Party tour)，他集结了威伦·詹宁斯（电贝司）、汤米·阿尔萨普（吉他）和卡尔·班齐（鼓）组成乐队。霍利和詹宁斯在1959年1月前往纽约，同组织此次巡演的机构商量准备事宜。随后搭火车到芝加哥与其他成员会合。
冬季舞会派对巡演于1959年1月23日开始，首站设在威斯康星州的密尔沃基。然而由于计划巡演时没有将路程距离列入考虑，旅程一长，后勤成了问题。更糟糕的是，在严寒天气，搭载乐队的巴士因为没有暖气，中途两次抛锚。霍利的鼓手甚至因此冻伤了脚。霍利决定另找出路。2月2日，乐队到达艾奥瓦州克利尔莱克，演出还未开始，霍利为自己、威伦·詹宁斯和托米·阿尔萨普租了一架小型飞机。他计划演出后搭飞机，经  飞到下一站  ，这样他们便有足够的时间休息并将衣物拿去浆洗。不过阿尔萨普输掉了同里奇·瓦倫斯的投硬币游戏，把座位让给了后者；詹宁斯则主动将座位让给了患流感的J.P.理查森(大波普)。
负责开飞机的罗杰·彼得逊选择在严寒天气起飞，然而当时彼得逊尚未被认证能够进行仪器飞行。1959年2月3日凌晨1点刚过，飞机起飞不久便坠毁在梅森市外的一片玉米地里，机上所有人当场丧生。彼得逊的遗体困在飞机残骸内，而其他人在撞击那一刻被抛出飞机。霍利的头部和胸部受到致命创伤，全身多处割伤，手臂和腿也有骨折。

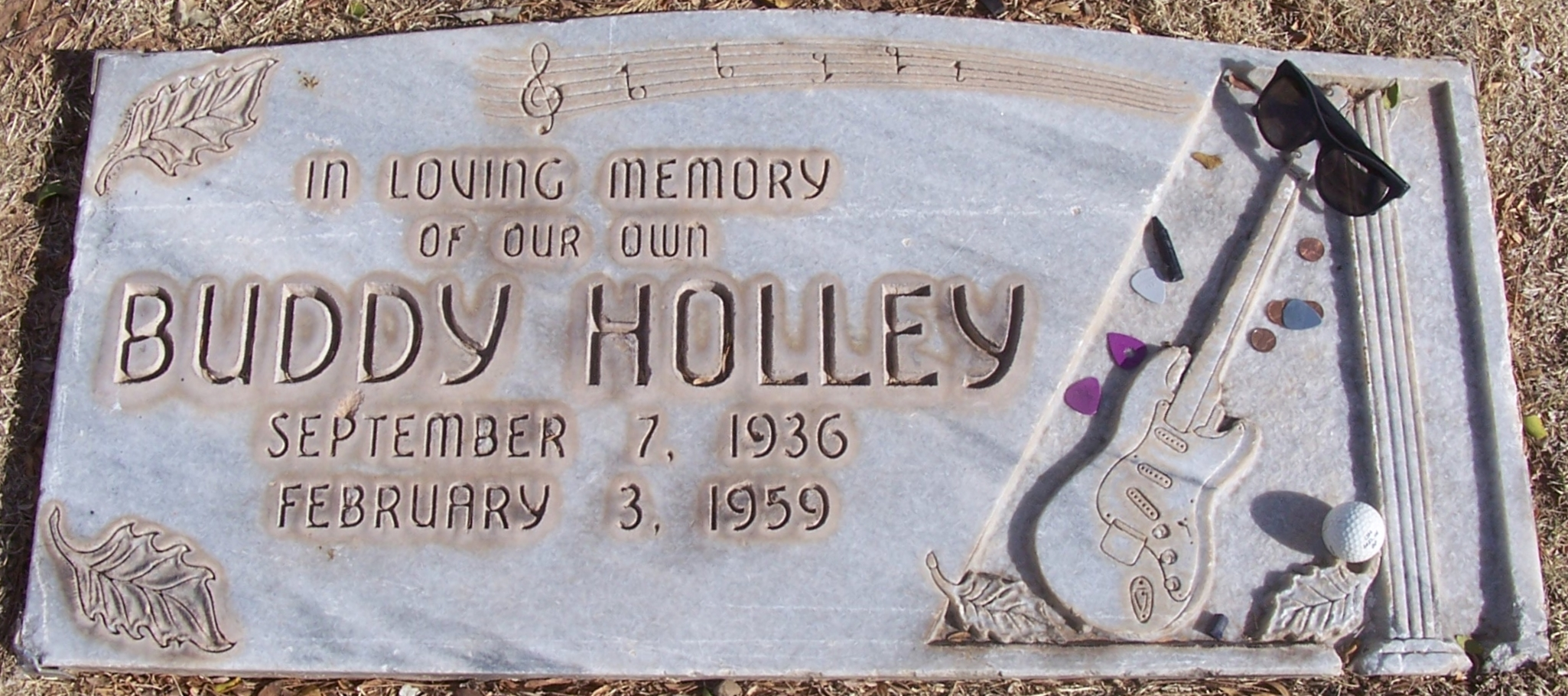
位于拉伯克市公墓的巴迪·霍利的墓碑

遇难4天后，霍利的葬礼在他的家乡举行，抬棺人有杰利·埃里森、乔·莫尔丁、尼基·沙利文、鲍勃·蒙哥马利、桑尼·柯蒂斯和菲尔·埃弗里。威伦·詹尼斯因为不得不留在冬季舞会派对巡演而没能参加葬礼。霍利的遗体葬在拉伯克市东部的城市公墓，墓碑上刻下了他的正确姓名拼写（Buddy Holley），还有他的Fender Stratocaster 吉他。
当时霍利的妻子玛丽亚已经怀孕，但在电视上看到丈夫死讯的第二天流产了。霍利的母亲闻听噩耗后精神崩溃。由于玛丽亚的流产，有关当局在飞机失事数月后发布了一项方针，要求只能在通知遇难者家属后，方可对外公布遇难者的名字。玛丽亚没有出席丈夫的葬礼，也从未去过丈夫的墓地。后来她说：“总而言之，我责怪我自己。他（霍利）离开的时候我身体不适没能随行。我当时怀孕有两个星期，我想让巴迪留下来陪我，但他已经决定去巡演了。这是我惟一一次没有和他在一起。我埋怨自己，因为我知道如果我去了，巴迪就不会去搭乘那架飞机。”

## 形象与风格
霍利的演唱风格以间断发声(歌声中加入嗝音)为特征，还能在正常声与假声中自由变换。他的“结巴式发声”与打击型的吉他伴奏、独唱、双音（同时弹奏两个音符）和节奏蓝调和弦结合在一起。他的吉他演奏总以埃里森的架子鼓为伴奏。
霍利的第一把Fender Stratocaster吉他是在拉伯克以249.5美元买下的，也是霍利的标志性吉他。霍利选择它是因为这种吉他能发出巨大的声响。这把1954年版吉他在1957年，霍利去密歇根州巡演时被盗，之后他在底特律演出又购买了一把1957年版的Fender Stratocaster吉他。终其一生，霍利有四五把这种吉他。
起初，霍利和他的乐队都穿商业服饰登台。后来霍利结识埃弗里兄弟，唐·埃弗里带他的乐队去菲尔在纽约开的服装店，把常青藤服饰介绍给他们。兄弟俩还建议霍利把眼镜换成黑框的。霍利还从一位老乡那里买下墨西哥产的眼镜，结果美国青少年开始寻求霍利同款眼镜，之后风靡一时，被称作“巴迪·霍利眼镜”。
空难发生的那一刻，破碎的飞机残骸在冰雪覆盖的玉米地上散得随处可见。随后霍利的大部分遗物被找回，唯有他那标志性的黑框眼镜下落不明。后来在那年春天，雪融化后，当地法院人员拾到了这副眼镜，并交给了当地的警署。1959年4月7日，这副眼镜连同其他遗失的物品，在警署搬迁时又一次遗失，直到1980年，才在塞罗戈多县法院的库房中再度被找到。次年，这副失了镜片的眼镜物归原主，转交给了霍利的遗孀玛丽亚。现在已在巴迪·霍利中心博物馆展览。
《大英百科全书》称霍利“为摇滚乐贡献了一些独特的且有影响力的佳作”。 《全音乐》将他定义为“早期摇滚中最具影响力和创造力的人物”。 《滚石》杂志则将霍利列为“100位最伟大艺术家”第13名。 《每日电报》 称霍利是摇滚的“先驱和革命人物……一位多元化的天才……（他）和他人共同谱写的歌曲至今依然保持新鲜感且影响深远。” 
1986年，霍利入选第一届“摇滚名人堂”。 摇滚名人堂引用了霍利短暂音乐生涯里创作的大量歌曲，称之为“对流行音乐产生的深远持久的影响”。霍利因为亲自作曲， 还加入了双轨录音及管弦乐 ，被称作“先驱”，还被称作是“最先将两把吉他、贝司和架子鼓的组合引入摇滚乐队并推广为摇滚   乐队的标准模式的人物”。 作曲家名人堂也于同年将霍利选入，称其贡献“改变了摇滚的面貌”。霍利和佩蒂一道创造出了多重配乐和混响。{sfn|Wishart, David|p=540|2004}}霍利成为“对摇滚乐产生重要影响的先驱之一”，对60年代的摇滚艺术家产生了“持久的”影响。

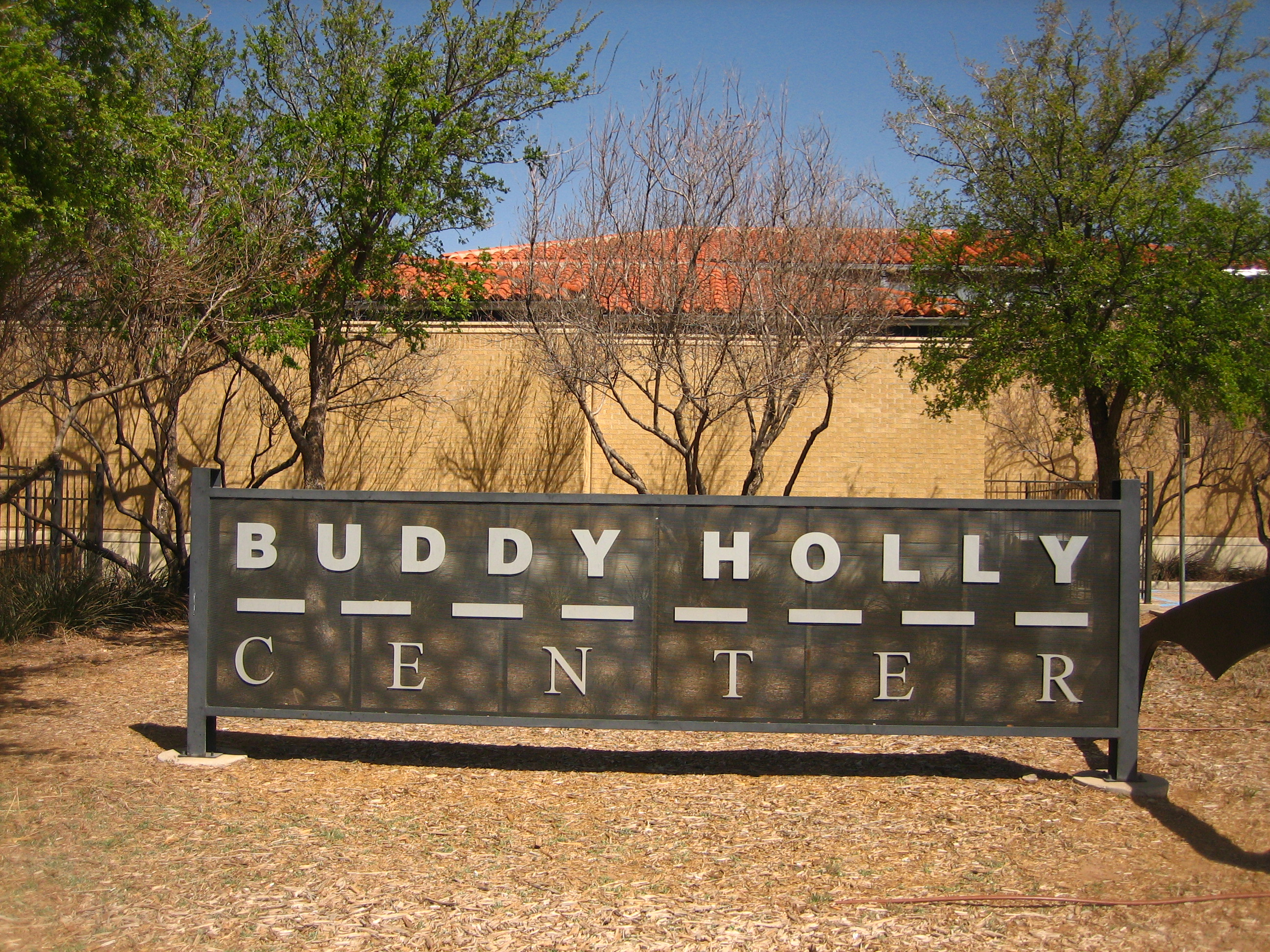
位于德克萨斯州拉伯克市的巴迪·霍利中心博物馆

1980年，雕塑家格兰特·斯毕德雕刻了霍利弹奏吉他的塑像。该塑像现矗立在拉伯克市名人大道上。另有巴迪·霍利中心博物馆，馆内珍藏有关于霍利的纪念品和艺术画廊。博物馆位于“蟋蟀乐队”大道上。 1997年，美国国家唱片艺术及科学学会 给霍利颁发了格莱美终身成就奖。2000年，霍利还入选了艾奥瓦州摇滚名人堂。2010年，出于磨光的需要，塑像被移走，新的名人大道开始修建。2011年5月9日，拉伯克市为巴迪和玛丽亚·爱莲娜·霍利广场举行了一场剪彩礼，这里便成了霍利塑像和名人大道的新所在地。 同年，好莱坞新光大道添上了霍利的专属五角星，以纪念霍利75岁诞辰。

## 人物影响
约翰·列侬和保罗·麦卡特尼青少年时期初遇不久，在一档名叫《帕拉斯剧院周六夜》的节目上首次看到霍利的表演。他们钻研了霍利的歌曲，模仿他的表演风格和情感抒发，还根据霍利的形象决定他们的形象。当时他们的乐队叫“采石者乐队”(The Quarrymen),1958年首次录音时翻唱了霍利的名曲《That’ll Be the Day》。后来他们受到“蟋蟀乐队”以昆虫起队名的启发，改名为“甲壳虫乐队”，也称披头士乐队(The Beatles)。后来列侬和麦卡特尼也提到他们深受霍利的影响。
1964年2月9日，披头士乐队首次上“埃德·萨利文秀”。在演出间隙，列侬曾向CBS的协调人维·卡兰德拉(Vic Calandra)问起当时霍利的演出。卡兰德拉也称，列侬和麦卡特尼不止一次地表达他们对霍利的欣赏。在1964年的《Beatles for Sale》专辑还收录了披头士乐队翻唱的《Words of Love》。1969年1月该乐队录制专辑《Let It Be》时还演唱了霍利曾唱过的《Mailman, Bring Me No More Blues》，列侬在其中模仿了霍利的歌唱风格。1975年，列侬还翻唱了霍利的标志性歌曲《Peggy Sue》。麦卡特尼则拥有霍利的歌曲大全。
1959年1月31日（即霍利遇难前两天），当时17岁的鲍勃·迪伦在明尼苏达州的杜鲁斯观看了霍利的演出。1998年，迪伦在发表获得格莱美年度专辑奖的感言时提到这一经历时说：“……我十六七岁的时候，在杜鲁斯国民警卫队军械库观看巴迪·霍利的表演。我离他只有三英尺远，他看到了我。我在录制歌曲的时候就觉得霍利一直就在我的身边。
米克·贾格尔曾在英国伦敦的伍尔奇看过霍利的演出，特别记得霍利演唱《Not Fade Away》。1964年，滚石乐队翻唱了这首歌，也获得成功。基思·理查兹也受这首歌的激发，他后来提到：“(霍利)的影响传到披头士乐队，又传到滚石乐队......他活在每个人的心中。”
美国歌手唐·麦克林在1971年以霍利的空难为主题，发表了成名曲《美國派》。歌词中将这一悲剧称为“音乐死去的那一天”。麦克林也用与该曲同名的专辑向霍利表示致敬。2015年，麦克林写道：“无论现在巴迪·霍利是否在世，他都会享有声望，因为他的成就……他才22岁时就已经录下了50首歌，绝大多数出自他的手笔……在我和许多人眼里，就是一个成功......巴迪霍利和他的’蟋蟀乐队’就是所有摇滚乐队的模仿对象。”
埃尔顿·约翰的音乐造诣也受到霍利的影响。他13岁时便戴金丝框眼镜模仿霍利。冲击合唱团也深受他的影响，在他们的歌曲《Corner Soul》中就有提及霍利。吉他手埃里克·克莱普顿在其自传中曾提到他第一次见到霍利和他的Fender Stratocaster吉他时的情景。他购买的人生第一张音乐专辑就是“蟋蟀乐队”的《The Chirping Crickets》。
歌手鲍比·维的音乐生涯也正是从霍利去世后开始的。霍利遇难后，鲍比·维代替他继续冬季舞会派对巡演。从歌曲《Rubber Ball》中可以听出霍利对维的深远影响。 英国有一乐队“赫里斯合唱團 ”(The Hollies)也常被认为是为了纪念霍利起的名字。 1978年滾石雜誌在採訪布鲁斯·斯普林斯汀時说到：“每天晚上我上场之前都会放巴迪·霍利的歌，这可以让我保持一颗平常心。”。 “感恩至死”乐队也经常在演唱会演唱霍利的歌《Not Fade Away》。

## 影视音乐中的形象
1978年，好莱坞导演斯蒂夫·拉什根据霍利生平拍摄了传记片《巴迪·霍利传》（又名《英才恨》），饰演霍利的加里·布西还因此获得“奥斯卡最佳男演员奖”提名。然而这部电影因为许多情节与事实严重不符而饱受诟病。这也促使保罗·麦卡特尼于1985年自己拍摄并主持了关于霍利生平的纪录片，并命名为《巴迪·霍利的真实故事》(The Real Buddy Holly Story)。该纪录片采访了霍利生前的诸多好友，包括基斯·理查兹(Keith Richards)、埃弗里兄弟、桑尼·柯蒂斯、杰利·埃里森和霍利的家人，麦卡特尼本人也参与其中。
1987年的电影《青春传奇》中,由马歇尔·克伦肖饰演霍利。克伦肖在电影中翻唱了霍利的歌曲《Crying, Waiting, Hoping》，该曲亦收录进电影原声碟中。20世纪80年代，有关霍利生平的音乐剧《Buddy – The Buddy Holly Story》于20世纪80年代后期首演，该音乐剧重现霍利一生的真实性比电影版要强。
在1994年，由昆汀·塔伦蒂诺执导的电影《低俗小说》中，霍利以餐厅员工的身份客串，出现在20世纪50年代主题的餐馆里。此外，在一部名为《Quantum Leap》的科幻电视节目里，霍利也曾亮相。

## 音乐专辑
“蟋蟀乐队”
- 《The "Chirping" Crickets》 (1957)

独唱
- 《Buddy Holly》(1958)
- 《That'll Be the Day》(1958)

### 合辑
- 《The Buddy Holly Story》（1959年2月28日）
- 《The Buddy Holly Story, Vol. 2》(1960年4月)
- 《Reminiscing》(1963年2月)
- 《Showcase》(1964年5月)
- 《Holly in the Hills》(1965年1月)
- 《The Best of Buddy Holly》(1966年4月)
- 《Buddy Holly's Greatest Hits》(1967年3月)
- 《Giant》(1969年3月)
- 《Buddy Holly: A Rock & Roll Collection》(1972年8月)
- 《20 Golden Greats》(1978年2月17日)
- 《The Complete Buddy Holly》(1979年)
- 《Love Songs》(1981年)
- 《The Great Buddy Holly》(1982年11月)
- 《For the First Time Anywhere》(1983年2月)
- 《From the Original Master Tapes》(1985年)
- 《True Love Ways》(1989年2月)
- 《Words of Love》(1993年2月8日)
- 《Greatest Hits》(1996年9月24日)
- 《The Very Best of Buddy Holly》(1996年11月25日)
- 《The Very Best of Buddy Holly & the Crickets》(1999年)
- 《Not Fade Away》(2008年)
- 《Down the Line: Rarities》(2009年1月27日)
- 《Memorial Collection》(2009年2月10日)
- 《Not Fade Away: The Complete Studio Recordings And More》(2009年10月30日)

## 拓展阅读
- Bustard, Anne (2005). Buddy: The Story of Buddy Holly. Simon & Schuster. ISBN 978-1-4223-9302-4.
- Comentale, Edward P. (2013). Chapter Five. Sweet Air: Modernism, Regionalism, and American Popular Song. University of Illinois Press. ISBN 978-0-252-07892-7.
- Dawson, Jim; Leigh, Spencer (1996). Memories of Buddy Holly. Big Nickel Publications. ISBN 978-0-936433-20-2.
- Gerron, Peggy Sue (2008). Whatever Happened to Peggy Sue?. Togi Entertainment. ISBN 978-0-9800085-0-0.
- Goldrosen, John; Beecher, John (1996). Remembering Buddy: The Definitive Biography. New York: Da Capo Press. ISBN 0-306-80715-7.
- Goldrosen, John (1975). Buddy Holly: His Life and Music. Popular Press. ISBN 0-85947-018-0
- Dave Laing, Professor. Buddy Holly (Icons of Pop Music). Indiana University Press. ISBN 0-253-22168-4.
- Mann, Alan (1996). The A-Z of Buddy Holly. Aurum Press (2nd edition). ISBN 1-85410-433-0 or 978-1854104335.
- McFadden, Hugh (2005). Elegy for Charles Hardin Holley, in Elegies & Epiphanies. Belfast: Lagan Press.
- Peer, Elizabeth and Ralph II (1972). Buddy Holly: A Biography in Words, Photographs and Music Australia: Peer International. ASIN B000W24DZO.
- Peters, Richard (1990). The Legend That Is Buddy Holly. Barnes & Noble Books. ISBN 0-285-63005-9 or 978-0285630055.
- Rabin, Stanton (2009). OH BOY! The Life and Music of Rock 'n' Roll Pioneer Buddy Holly. Van Winkle Publishing (Kindle). ASIN B0010QBLLG.
- Tobler, John (1979). The Buddy Holly Story. Beaufort Books.
- VH1's Behind the Music "The Day the Music Died" interview with Waylon Jennings